# 双水街道
双水街道，是中华人民共和国贵州省六盤水市水城区下辖的一个街道办事处。
2015年6月4日，贵州省人民政府批复同意水城县乡镇行政区划调整，新设置的双水街道辖原滥坝镇广场社区、双水社区、黄家桥社区、小山社区、朝阳社区和法都村（丫口组、龙井组、大桥组、黄家寨组、木房组）、以朵村、严家寨村、白泥村、红山村、付家营村地域，街道办事处驻小山社区。

## 行政区划
双水街道下辖以下地区：
小山社区、双水村、明洞村、一字河村、发其村、法都村、木房村、朝阳社区村、黄家桥社区村和双水广场社区村。